# Mangan(II) bromide
Mangan(II) bromide là một hợp chất hóa học vô cơ giữa mangan và brom có công thức MnBr2. Muối màu hồng nhạt này có khả năng hòa tan dễ dàng trong nước.
Nó có thể được sử dụng thay thế cho palađi trong phản ứng Stille, kết hợp hai nguyên tử cacbon sử dụng hợp chất hữu cơ.

## Hợp chất khác
MnBr2 còn tạo một số hợp chất với NH3, như MnBr2·NH3 là bột màu cam nâu sáng, MnBr2·2NH3 có tính chất tương tự muối amin, MnBr2·6NH3 là chất rắn màu trắng. Decamin MnBr2·10NH3 cũng có tính chất tương tự.
MnBr2 còn tạo một số hợp chất với N2H4, như MnBr2·2N2H4 là tinh thể màu hồng nhạt (không tan trong benzen, nhưng tan trong các acid khoáng nồng độ 2 N), D20 ℃ = 2,7264 g/cm³.
MnBr2 còn tạo một số hợp chất với CO(NH2)2, như MnBr2·2CO(NH2)2 là chất rắn màu hồng, nóng chảy ở 207 °C (405 °F; 480 K),  MnBr2·4CO(NH2)2 là chất rắn màu hồng nhạt, nóng chảy ở 150 °C (302 °F; 423 K), MnBr2·6CO(NH2)2 và MnBr2·10CO(NH2)2 là chất rắn không màu, lần lượt nóng chảy ở 130 °C (266 °F; 403 K) và 117 °C (243 °F; 390 K).
MnBr2 còn tạo một số hợp chất với CS(NH2)2, như MnBr2·4CS(NH2)2 là tinh thể màu trắng, khó điều chế hơn so với muối chloride tương ứng.
MnBr2 còn tạo một số hợp chất với CSN3H5, như MnBr2·2CSN3H5 là tinh thể màu vàng nhạt, nóng chảy ở 180 °C (356 °F; 453 K).